# مارك تومسون (صحفي)
مارك تومسون (بالإنجليزية: Mark Thompson)‏ هو صحفي أمريكي، ولد في 1953 في نيو هيفن في الولايات المتحدة.